# Bleadon
Bleadon is een civil parish in het bestuurlijke gebied North Somerset, in het Engelse graafschap Somerset. De plaats telt 1079 inwoners.
In het Domesday Book van 1086 werd het plaatsje aangeduid als Bledone, wat De gekleurde heuvel betekent in Oudengels. Er is daarnaast bewijs van agrarische activiteiten rond het dorp in de Middeleeuwen en zelfs in de Romeinse tijd.
Bleadon ligt aan de rivier de Axe en is lange tijd de hoogst bevaarbare haven geweest. Halverwege de 20e eeuw echter werd bevolen de rivier ter hoogte van het dorp in te dammen.
Het belangrijkste gebouw in Bleadon is de kerk van St. Peter en St. Paul, die gebouwd is in de 14e eeuw en gerestaureerd in de 19e eeuw.